# Уа (автодрезина)
«УА», Уа (участковая автодрезина) — автодрезина, выпускавшаяся на Калужском машиностроительном заводе НКПС Союза ССР, с 1931 года по 1946 год.
Участковая автодрезина использовалась для перевозки путейских рабочих, однако некоторые модификации служили для других целей, например для работы с контактной сетью, были и медицинские варианты. Изначально выпускались для русской колеи, но впоследствии некоторые автодрезины были переделаны для колеи 750 мм. К автодрезинам «УА» могли прицепляться, через тягу посредством «уха» и шплинта, прицепы «УП», для перевозки инструментов и стройматериалов к месту работ.
«УА», для работ с контактной сетью железной дороги, была оборудована неподвижной рабочей площадкой и дополнительной стремянкой. Конструктивная скорость автодрезины составляла 50 км/ч.

## Галерея

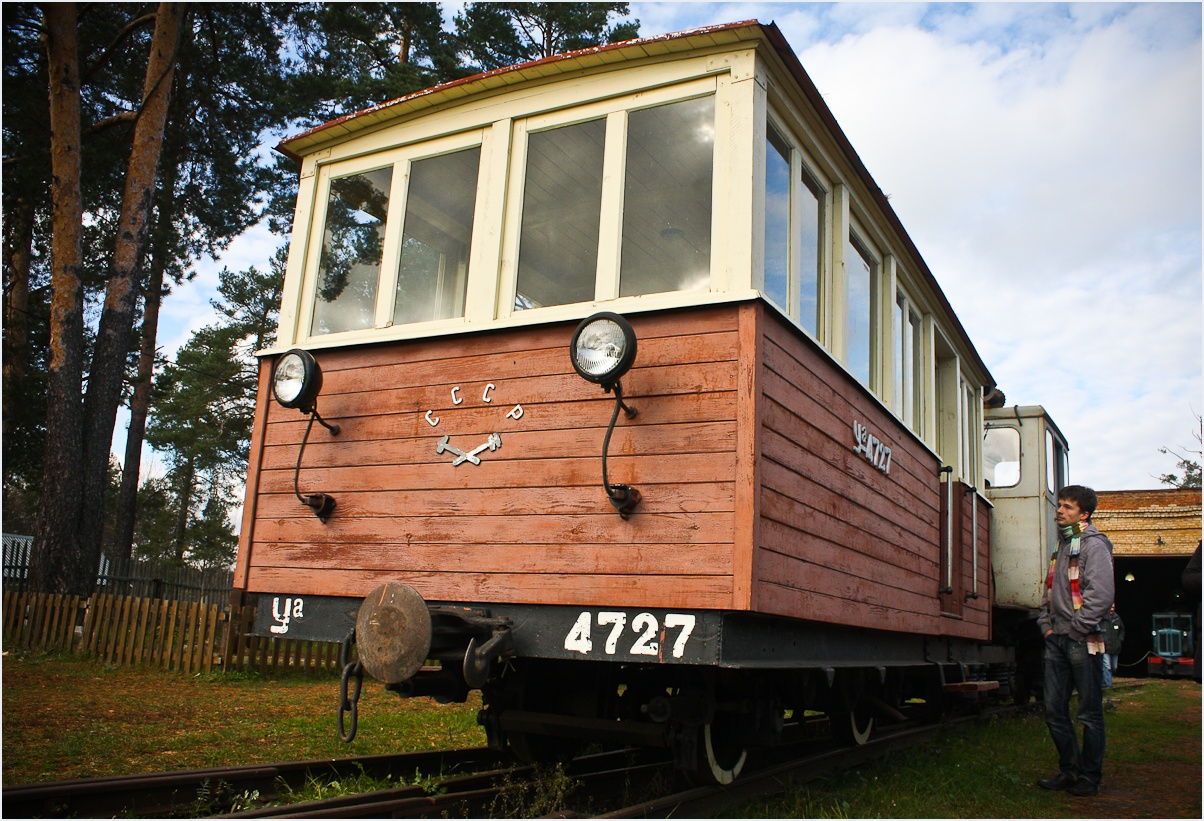